# والدو سالت
والدو سالت (انگلیسی: Waldo Salt؛ ۱۸ اکتبر ۱۹۱۴ – ۷ مارس ۱۹۸۷) یک فیلم‌نامه‌نویس اهل ایالات متحده آمریکا بود.
وی همچنین برنده جوایزی همچون جایزه اسکار بهترین فیلم‌نامه غیراقتباسی شده است.

## فیلمشناسی
| فیلم‌ها | فیلم‌ها                                | فیلم‌ها                                          |
| سال    | عنوان                                 | یادداشت                                         |
| ------ | ------------------------------------- | ----------------------------------------------- |
| ۱۹۳۷   | The Bride Wore Red                    | Adaptation, در عنوان بندی نیامده                |
| ۱۹۳۸   | The Shopworn Angel                    | Screenplay                                      |
| ۱۹۳۹   | ماجراهای هاکلبری فین                  | دیالوگ، در عنوان بندی نیامده                    |
| ۱۹۴۰   | داستان فیلادلفیا                      | در عنوان بندی نیامده                            |
| ۱۹۴۱   | The Wild Man of Borneo                | Screenplay                                      |
| ۱۹۴۳   | Tonight We Raid Calais                |                                                 |
| ۱۹۴۴   | Mr. Winkle Goes to War                | عنوان جایگزین: Arms and the Woman               |
| ۱۹۴۸   | Rachel and the Stranger               | Screenplay                                      |
| ۱۹۵۰   | مشعل و کمان                           |                                                 |
| ۱۹۵۱   | ام (فیلم ۱۹۵۱) دیالوگ اضافی           |                                                 |
| ۱۹۶۱   | Blast of Silence                      | Narration written by, credited as Mel Davenport |
| ۱۹۶۲   | تاراس بولبا (فیلم ۱۹۶۲)               |                                                 |
| ۱۹۶۴   | Flight from Ashiya                    | عنوان جایگزین: Ashiya kara no hiko              |
| ۱۹۶۴   | Wild and Wonderful                    |                                                 |
| ۱۹۶۹   | کابوی نیمه‌شب                          | Screenplay                                      |
| ۱۹۷۱   | The Gang That Couldn't Shoot Straight | عنوان جایگزین: The Gang That Couldn't Shoot     |
| ۱۹۷۳   | سرپیکو                                | Screenplay                                      |
| ۱۹۷۵   | The Day of the Locust                 | Screenplay                                      |
| ۱۹۷۸   | بازگشت به وطن                         |                                                 |